# Jaskanski planinarski put
Jaskanski planinarski put je planinarska obilaznica koja se proteže od Okića (Samobor) do Medven Drage (Krašić, Jastrebarsko), prateći liniju grada Jastrebarskog uz rub Panonske nizine, kroz Park prirode Žumberak – Samoborsko gorje. S trase puta se pružaju predivni vidici na doline rijeka Kupe i Save, gradove Jastrebarsko, Samobor i Zagreb, a za lijepih dana vidik se proteže do Velebita i Alpa. Obilaznica vodi kroz 8 kontrolnih točaka, među kojima su planinski vrhovi, domovi, povijesni objekti… Obilaznica je linijska, ali se točke mogu po želji obići bilo kojim redom, ali u roku od pet godina. Za dobivanje priznanja potrebno je obići sve kontrolne točke, što se dokazuje utiskivanjem žigova u dnevnik obilaznice. Ako žiga nema, posjet se dokazuje fotografijom ili ovjerom od matičnog društva u slučaju organiziranog obilaska. Ako se obilaznica prolazi odjednom, za njen obilazak je potrebno dva dana, a prenoćiti se može na pola puta, u planinarskom domu „Žitnica“, uz prethodnu najavu. Sama trasa puta je obilježena oznakama „J“ i „JPP“, te se redovito održava. Za uspješno prijeđenu obilaznicu se dobiva lijepa spomen značka i priznanje.
Za obilaznicu je zaduženo planinarsko društvo HPD Jastrebarsko, kojem je Jaskanski planinarski put predan prilikom osnutka 26. kolovoza 1979. godine na 105. obljetnicu planinarstva u Hrvatskoj. Primopredaja obilaznice je obavljena kod planinarskog doma „Žitnica“ na Japetiću. Trasu puta odredili su i obilježili članovi HPD "Jastrebarsko" na poticaj tadašnjeg tajnika društva, Franje Novosela. Zadnje izdanje dnevnika obilaznice je pripremljeno povodom nekoliko obljetnica - 30 godina od otvorenja Jaskanskog planinarskog puta, 60 godina rada HPD Jastrebarsko i 120 godina postojanja sljemenske piramide koja je 1960. godine preseljena na Japetić. Ovo izdanje je dopunjeno i obuhvaća promjene trase puta, a koje su se dogodile zbog veće sigurnosti i lakšeg snalaženja obilaznika, te kako bi se olakšalo održavanje obilaznice. Obilaznicu je dosad obišlo više od 1200 planinara. Dnevnik obilaznice se kupuje izravno od planinarskog društva HPD Jastrebarsko.
Na umu treba imati da se ne preporuča obilazak bez opreme za snijeg i led strmom stazom od Popovog Dola do Popovdolske pećine, te od sela Staničići do slapa Brisalo, zbog strmine koja u tim uvjetima vjerojatno neće biti prohodna, a za vrijeme jakih kiša moguće je teže kretanje kroz kanjon Slapnice zbog povećanja vodostaja.
Kao i kod svake obilaznice, obavezno se mora ponijeti dnevnik, jastučić sa tintom, dovoljno tekućine i prvu pomoć (zavoj, flasteri, repelent, krema za ugrize kukaca…), kvalitetne cipele za gorja (natikače i slične gluposti ostavite za plažu!), a po potrebi i dodatnu opremu, ovisno o vremenu koje mislite provesti u obilasku pojedine točke ili same obilaznice.

## Kontrolne točke JPP-a
- KT 1 - Stari grad Okić,  499 m
- KT 2 - Popovdolska pećina, 502 m
- KT 3 - Vrh Plešivica 779 m
- KT 4 - Vrh Japetić – piramida, 879 m
- KT 5 - Selo Grabarak, 662 m
- KT 6 - Vrh Zečak, 795 m
- KT 7 - Špilja Zidane pećine, 507 m
- KT 8 - Slap Brisalo, 300 m

## Galerija
- Zidine starog grada Okića
- Pogled s Popovdolske pećine
- Pogled s Plešivice
- Japetić, piramida
- Grabarak
- Zečak, pogled
- Zidana peć
- Slap Brisalo
- Žig JPP-a

## Vanjske poveznice
- HPD Jastrebarsko
- Jaskanski planinarski put